# Lijst van Stolpersteine in Vlaardingen

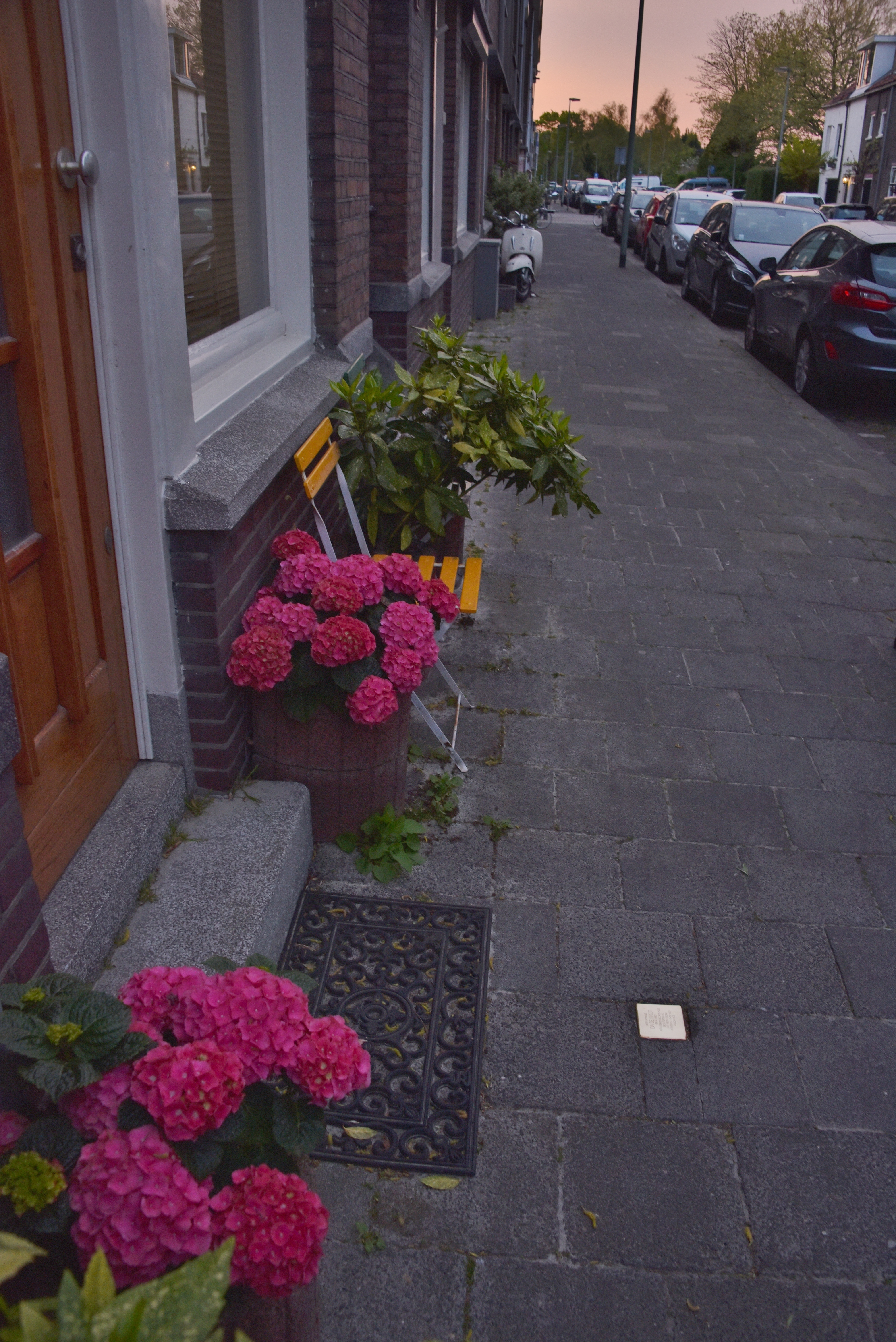
Stolperstein voor Ida de Groot

De lijst van Stolpersteine in Vlaardingen geeft een overzicht van de gedenkstenen in de gemeente Vlaardingen in de Nederlandse provincie Zuid-Holland die zijn geplaatst in het kader van het Stolpersteine-project van de Duitse beeldhouwer-kunstenaar Gunter Demnig.
Stolpersteine zijn opgedragen aan slachtoffers van het nationaalsocialisme, al diegenen die zijn vervolgd, gedeporteerd, vermoord, gedwongen te emigreren of tot zelfmoord gedreven door het nazi-regime. Demnig legt voor elk slachtoffer een aparte steen, meestal voor de laatste zelfgekozen woning.
Omdat het Stolpersteine-project doorloopt, kan deze lijst onvolledig zijn.

## Stolpersteine
In Vlaardingen liggen zestien Stolpersteine op tien adressen.
| Afbeelding | Inscriptie | Adres                                                     | Herdachte persoon                         |
| ---------- | --- | --------------------------------------------------------- | ----------------------------------------- |
|            | HIER WOONDE ABRAHAM SALOMON BLEEKRODE GEB. 1874 GEÏNTERNEERD 3-12-1942 GEDEPORTEERD UIT WESTERBORK VERMOORD 11-12-1942 AUSCHWITZ                                                                      | Westhavenplaats 13 (thans Hoogstraat 165)                 | Abraham Salomon Bleekrode (1874-1942)     |
|            | HIER WOONDE WILLEM ANTHONIE ELEN GEB. 1902 VERZETSSTRIJDER 'GEUZENVERZET' GEARRESTEERD 29-10-1942 'ORANJEHOTEL' SCHEVENINGEN GEDEPORTEERD 22-10-1943 NATZWEILER, DACHAU VERMOORD 30-10-1944 BLEICHACH | Kortedijk 84                                              | Willem Anthonie Elen (1902-1944)          |
|            | HIER WOONDE ANDRIES ENSEL GEB. 1924 GEÏNTERNEERD 15-8-1942 GEDEPORTEERD UIT WESTERBORK VERMOORD 30.9.1942 AUSCHWITZ                                                                                   | Westnieuwland 26 (thans Paterstraat bij Van Kampenschool) | Andries Ensel (1924-1942)                 |
|            | HIER WOONDE BETJE ENSEL GEB. 1918 GEÏNTERNEERD 3-12-1942 GEDEPORTEERD UIT WESTERBORK VERMOORD 11-12-1942 AUSCHWITZ                                                                                    | Westnieuwland 26 (thans Paterstraat bij Van Kampenschool) | Betje Ensel (1918-1942)                   |
|            | HIER WOONDE BETJE ENSEL GEB. 1926 GEÏNTERNEERD 15-8-1942 GEDEPORTEERD UIT WESTERBORK VERMOORD 30-9-1942 AUSCHWITZ                                                                                     | 8e Bierslootsteeg 4 (thans Liesveld)                      | Betje Ensel (1926-1942)                   |
|            | HIER WOONDE ISAAC ENSEL GEB. 1886 GEÏNTERNEERD 3-12-1942 GEDEPORTEERD UIT WESTERBORK VERMOORD 11-12-1942 AUSCHWITZ                                                                                    | Westnieuwland 26 (thans Paterstraat bij Van Kampenschool) | Isaac Ensel (1886-1942)                   |
|            | HIER WOONDE IZAAK ENSEL GEB. 1923 GEÏNTERNEERD 15-8-1942 GEDEPORTEERD UIT WESTERBORK VERMOORD 30-9-1942 AUSCHWITZ                                                                                     | Westnieuwland 26 (thans Paterstraat bij Van Kampenschool) | Izaak Ensel (1923-1942)                   |
|            | HIER WOONDE LEVIE ENSEL GEB. 1898 GEÏNTERNEERD 3-12-1942 GEDEPORTEERD UIT WESTERBORK VERMOORD 11-12-1942 AUSCHWITZ                                                                                    | Westnieuwland 26 (thans Paterstraat bij Van Kampenschool) | Levie Ensel (1898-1942)                   |
|            | HIER WOONDE AAGJE ENSEL-JACOBS GEB. 1894 GEÏNTERNEERD 3-12-1942 GEDEPORTEERD UIT WESTERBORK VERMOORD 11-12-1942 AUSCHWITZ                                                                             | Westnieuwland 26 (thans Paterstraat bij Van Kampenschool) | Aagje Ensel-Jacobs (1894-1942)            |
|            | HIER WOONDE JOHANNA ENSEL-SANDERS GEB. 1889 GEÏNTERNEERD 3-12-1942 GEDEPORTEERD UIT WESTERBORK VERMOORD 11-12-1942 AUSCHWITZ                                                                          | Westnieuwland 26 (thans Paterstraat bij Van Kampenschool) | Johanna Ensel-Sanders (1889-1942)         |
|            | HIER WOONDE ABRAHAM SAMUEL FERNANDES GEB. 1906 GEARRESTEERD 24-2-1941 VERMOORD 4-3-1941 SCHEVENINGEN                                                                                                  | Sportlaan 68                                              | Abraham Samuel Fernandes (1906-1941)      |
|            | HIER WOONDE EMANUEL VAN GELDEREN GEB. 1890 GEÏNTERNEERD 4-10-1942 GEDEPORTEERD UIT WESTERBORK VERMOORD 26-10-1942 AUSCHWITZ                                                                           | Willem Beukelszoonstraat 6a                               | Emanuel van Gelderen (1890-1942)          |
|            | HIER WOONDE IDA DE GROOT GEB. 1893 GEÏNTERNEERD 3-12-1942 GEDEPORTEERD UIT WESTERBORK VERMOORD 11-12-1942 AUSCHWITZ                                                                                   | Vaartweg 30                                               | Ida de Groot (1893-1942)                  |
|            | HIER WOONDE JOZEF KATAN GEB. 1883 GEÏNTERNEERD 12-12-1942 GEDEPORTEERD 1943 UIT WESTERBORK VERMOORD 14-1-1943 AUSCHWITZ                                                                               | Hoflaan 37                                                | Jozef Katan (1883-1943)                   |
|            | HIER WOONDE ABRAHAM MAAT GEB. 1906 GEARRESTEERD 20-3-1944 GEINTERNEERD 16-10-1944 VERMOORD 2-3-1945 MEPPEN-VERSEN                                                                                     | Bleekstraat 98                                            | Abraham Maat (1906-1945)                  |
|            | HIER WOONDE HENRIËTTE VAN DER TAS-SPETTER GEB. 1876 GEÏNTERNEERD 3-12-1942 GEDEPORTEERD UIT WESTERBORK VERMOORD 11-12-1942 AUSCHWITZ                                                                  | Ridderstraat 48                                           | Henriëtte van der Tas-Spetter (1876-1942) |

## Data van plaatsingen
- 21 november 2021: vijftien Stolpersteine op 8e Bierslootsteeg 4, Bleekstraat 98, Hoflaan 37, Ridderstraat 48, Sportlaan 68, Vaartweg 30, Westhavenplaats 13, Westnieuwland 26, Willem Beukelszoonstraat 6a
- 30 oktober 2024: een Stolperstein op Kortedijk 84